# Wincanton Classic
La Wincanton Classic (également connu sous le nom de Leeds International Classic et Rochester International Classic) est une classique qui s'est déroulée entre 1989 et 1997 dans le Royaume-Uni dans le cadre de la Coupe du monde de cyclisme. 

## Histoire
La course est créée pour répondre à l'objectif de mondialisation du cyclisme voulue par l'Union cycliste internationale qui vient de créer un nouveau challenge : la Coupe du monde.
Elle se déroule la première fois en 1989 à Newcastle, puis passe à Brighton en 1990 et 1991. L'année suivante elle est transférée à Leeds, et est renommée Leeds International Classic, entre 1994 et 1996. Dans sa dernière année, elle se tient à Rochester pour devenir la Rochester International Classic. En 1998, elle est remplacée dans la Coupe du monde par la HEW Cyclassics.
Durant son existence, elle se dispute juste après le Tour de France, et constitue un rendez-vous important durant l’été.

## Palmarès
| Année | Vainqueur           | Deuxième            | Troisième          |
| ----- | ------------------- | ------------------- | ------------------ |
| 1989  | Frans Maassen       | Maurizio Fondriest  | Sean Kelly         |
| 1990  | Gianni Bugno        | Sean Kelly          | Rudy Dhaenens      |
| 1991  | Eric Van Lancker    | Rolf Gölz           | Jan Goessens       |
| 1992  | Massimo Ghirotto    | Laurent Jalabert    | Bruno Cenghialta   |
| 1993  | Alberto Volpi       | Jesper Skibby       | Maurizio Fondriest |
| 1994  | Gianluca Bortolami  | Viatcheslav Ekimov  | Bo Hamburger       |
| 1995  | Maximilian Sciandri | Roberto Caruso      | Alberto Elli       |
| 1996  | Andrea Ferrigato    | Maximilian Sciandri | Johan Museeuw      |
| 1997  | Andrea Tafi         | Andrea Ferrigato    | Gianluca Bortolami |